# Gaspar Gálvez
Gaspar Gálvez Burgos (Córdoba, Andalucía, España, 7 de julio de 1979), deportivamente conocido como Gaspar, es un exfutbolista español. Jugaba como lateral derecho o defensa central.

## Trayectoria
Curtido en la cantera del Séneca, pasó a las categorías inferiores del Atlético de Madrid hasta la temporada 98-99, en la que debuta con el primer equipo. Su debut en la Primera división de la liga española de fútbol fue el 3 de enero de 1999 en el partido Racing de Santander 2 - 3 Atlético. En su segunda temporada el equipo rojiblanco desciende a Segunda división.
La temporada 00-01 juega en el Real Oviedo. Con este equipo queda en la posición 18.º en liga y el club baja a Segunda división.
Al año siguiente ficha por el Real Valladolid, club en el que milita durante dos temporadas, disputando 36 encuentros en las mismas y quedando en 12.ª y 14.ª posición.
En 2003 regresa al Atlético de Madrid para jugar 27 partidos. Finalmente, la llegada de César Ferrando le obliga a buscar una salida.
La salida es el Albacete. En ese año, que el equipo desciende de categoría, Gaspar disputa 25 partidos de liga y marca un gol.
La temporada 05-06 fue de los fichajes del Deportivo Alavés. Una lesión inoportuna y la presencia de Josu Sarriegi y Mauricio Pellegrino, le impide entrar en el once titular, pero en el trayecto final de la temporada entra en el equipo, acabando con 21 choques disputados y el descenso contra el Deportivo de La Coruña. Al año siguiente, Gaspar colabora a mantener el equipo en Segunda división, jugando 23 partdios y marcando en el empate contra la Unión Deportiva Almería.
En 2008 por fin regresa a casa para jugar en las filas del Córdoba CF, con cuyo equipo intentará estar en lo más alto de la categoría de plata del fútbol español.
En 2013 y tras ser una temporada con pocas apariciones tanto de titular como suplente, además de una lesión, rescinde el contrato con el Córdoba CF.
El 2 de septiembre de 2013, último día del mercado de fichajes, firma por el CD Mirandés.

### Selección nacional
Fue internacional sub-21 con España.

## Clubes
| Club                   | País   | Año         |
| ---------------------- | ------ | ----------- |
| Atlético de Madrid "B" | España | 1997 - 1998 |
| Atlético de Madrid     | España | 1998 - 2000 |
| Real Oviedo            | España | 2000 - 2001 |
| Real Valladolid        | España | 2001 - 2003 |
| Atlético de Madrid     | España | 2003 - 2004 |
| Albacete Balompié      | España | 2004 - 2005 |
| Deportivo Alavés       | España | 2005 - 2008 |
| Córdoba C. F.          | España | 2008 - 2013 |
| C. D. Mirandés         | España | 2013        |
| S. D. Huesca           | España | 2014 - 2015 |

- Datos: Q3824692